# FDP-Bundesparteitag 1976
Koordinaten: 50° 6′ 42″ N, 8° 39′ 3″ O

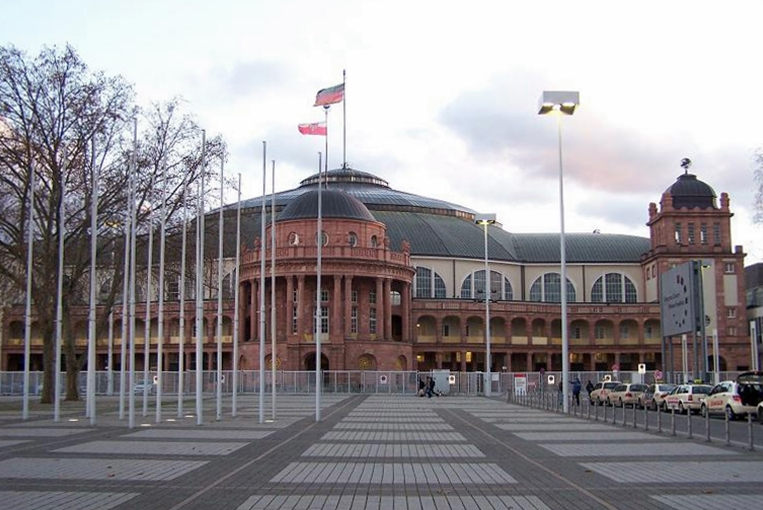
Festhalle in Frankfurt

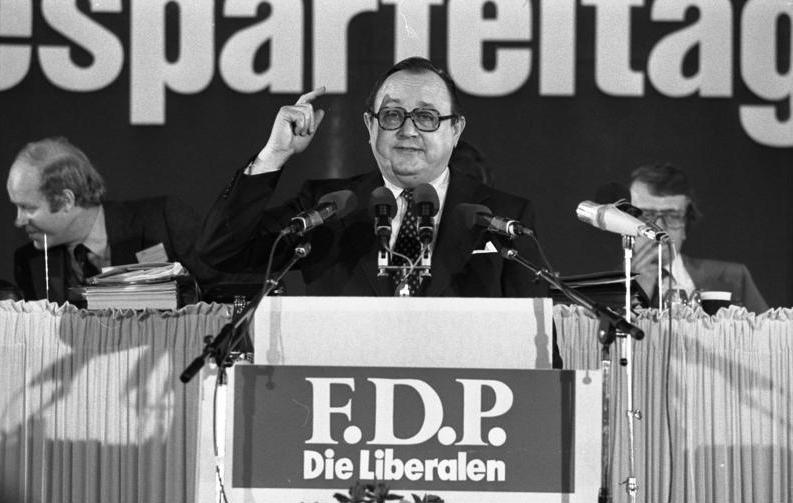
Genscher auf dem Bundesparteitag in Frankfurt

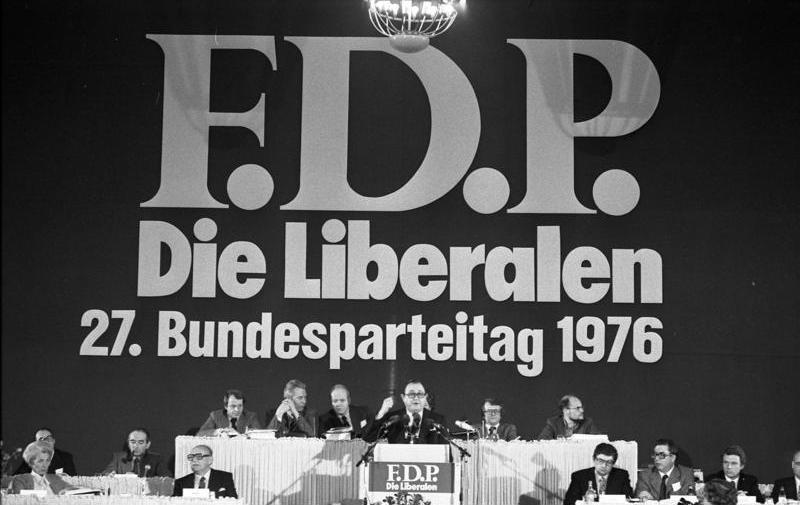
Bundesparteitag in Frankfurt

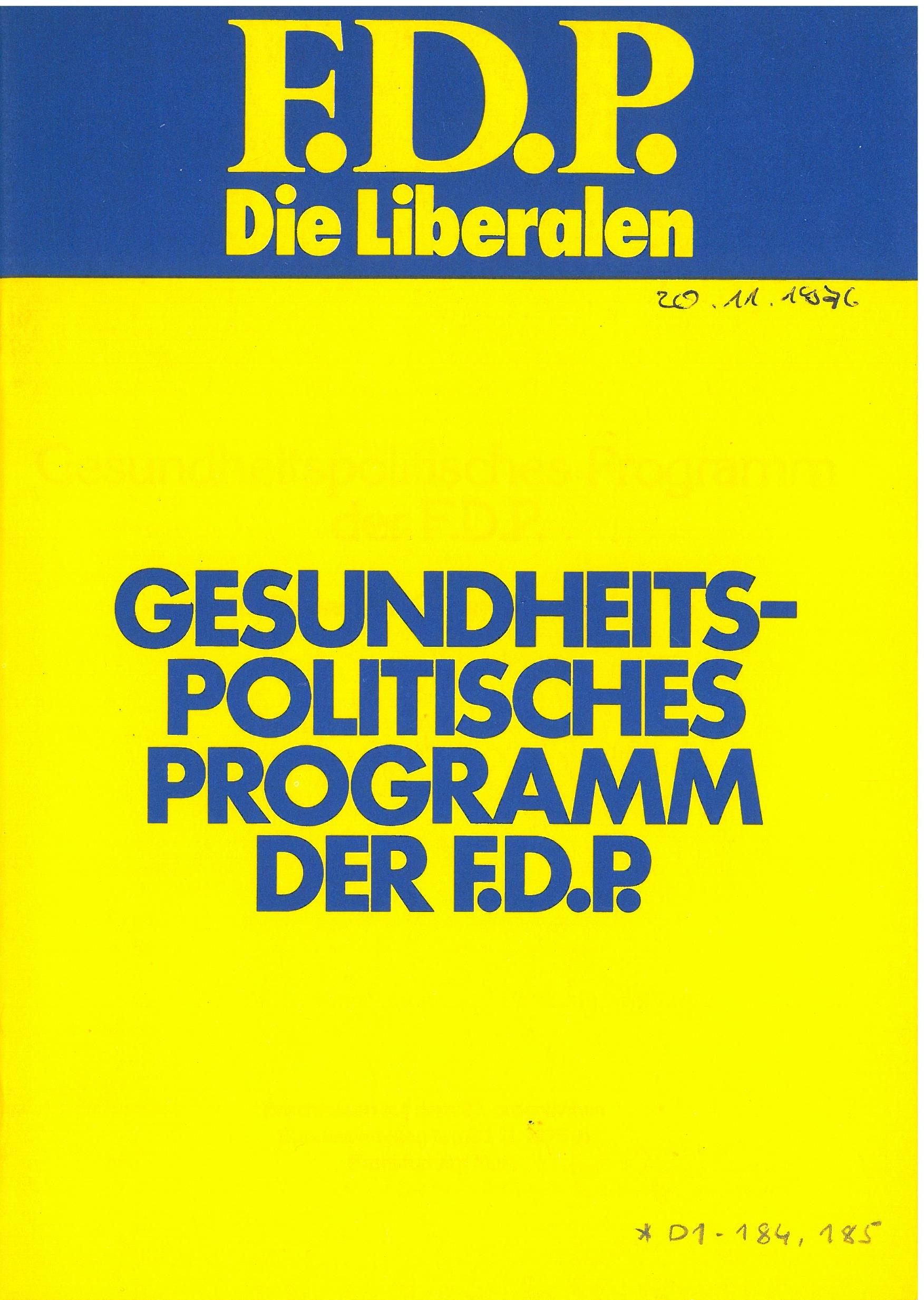
Gesundheitspolitisches Programm

Den Bundesparteitag der FDP 1976 hielt die Freie Demokratische Partei (F.D.P.) vom 19. bis 20. November 1976 in Frankfurt am Main ab. Es handelte sich um den 27. ordentlichen Bundesparteitag der FDP in der Bundesrepublik Deutschland.

## Verlauf
Nach der Bundestagswahl 1976 trat der Bundesparteitag zusammen, um Rechenschaft abzulegen über die Lage der FDP und ihren Weg in der Zukunft. Zudem war der Parteitag Anlass, eine grundsätzliche Besinnung über Funktion und Auftrag der Liberalen in den ausgehenden 1970er Jahren einzuleiten und festzulegen, wie die FDP-Strategie der Eigenständigkeit fortzuschreiben wäre.
In seiner Parteitagsrede stellte der Vorsitzende Hans-Dietrich Genscher fest, dass die Landesverbände frei in der Wahl des Koalitionspartners seien, also auch mit der auf Bundesebene in der Opposition befindlichen CDU koalieren dürften. Allerdings schränkte er die Aussage unter dem Beifall der Delegierten dahingehend ein, dass das Ziel der Koalitionspolitik in den Ländern sein müsse, die Gesetzgebung im Bund zu unterstützen.
Auf dem Parteitag trat die tiefe Uneinigkeit der Liberalen und die Stärke ihres linken Flügels zutage. Die FDP Oberbayern und die Jungdemokraten hatten einen Antrag zur faktischen Abschaffung des Radikalenerlasses eingebracht. Der Bundesvorstand setzte diesem einen eigenen Kompromissantrag entgegen, der mit knapper Mehrheit angenommen wurde. Danach sollten nicht mehr die aktive Bekämpfung der Freiheitlich-demokratischen Grundordnung, sondern nur noch das nachweisliche Vorgehen gegen deren Kernbestand Hindernis für eine Übernahme in den öffentlichen Dienst sein.

## Beschlüsse
Auf dem Parteitag wurde ein Papier des Bundesvorstandes zur Gesundheitspolitik beraten und verabschiedet. Außerdem wurde ein Beschluss über den Bau von Kernkraftwerken gefasst.

## Bundesvorstand

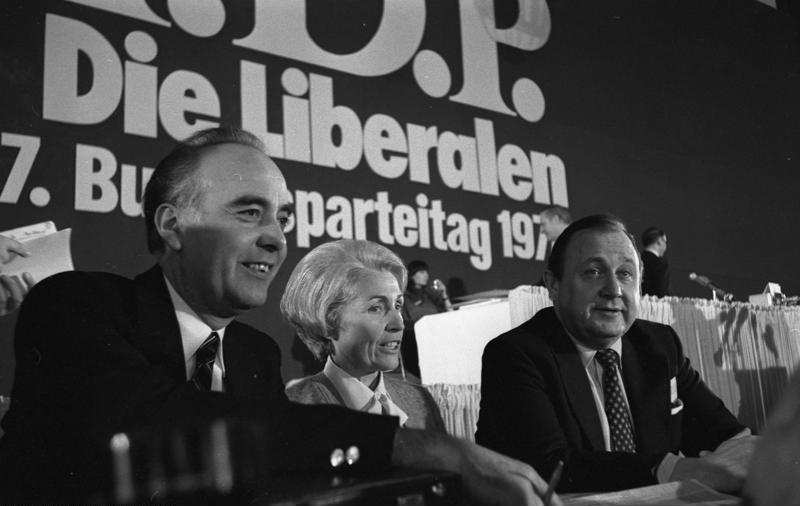
FDP-Bundesparteitag, Frankfurt am Main

Bei der Vorstandswahl wurde Hans-Dietrich Genscher mit 322 Ja- zu 25 Nein-Stimmen im Amt bestätigt. Zu einer Kampfkandidatur kam es bei den stellvertretenden Vorsitzenden. Hier setzte sich Uwe Ronneburger in einer Stichwahl gegen die bisherige Amtsinhaberin Hildegard Hamm-Brücher durch.
Dem Bundesvorstand gehörten nach der Neuwahl 1976 an:
| Vorsitzender                 | Hans-Dietrich Genscher |
| Stellvertretende Vorsitzende | Hans Friderichs (bis 11/1977), Liselotte Funcke (ab 11/1977), Wolfgang Mischnick, Uwe Ronneburger |
| Schatzmeister                | Heinz-Herbert Karry |
| Beisitzer im Präsidium       | Josef Ertl, Liselotte Funcke (bis 11/1977), Horst-Jürgen Lahmann (ab 11/1977), Werner Maihofer |
| Beisitzer im Bundesvorstand  | Martin Bangemann, Gerhart Baum, Dieter Biallas, William Borm, Heiner Bremer, Hans A. Engelhard, Georg Gallus, Ekkehard Gries, Rötger Groß, Martin Grüner, Burkhard Hirsch, Detlef Kleinert, Werner Klumpp, Horst-Jürgen Lahmann (bis 11/1977), Otto Graf Lambsdorff, Georg Letz, Wolfgang Lüder, Horst Ludwig Riemer, Hans Wolfgang Rubin, Helmut Schäfer, Theo Schiller, Andreas von Schoeler, Hans-Otto Scholl, Helga Schuchardt, Jürgen Schweinfurth (ab 11/1977) |